# Shawnee Felton
Shawnee Felton (23 de noviembre de 1995) es una deportista neozelandesa que compite en judo. Ganó una medalla de bronce en el Campeonato de Oceanía de Judo de 2017 en la categoría de –63 kg.

## Palmarés internacional
| Campeonato de Oceanía | Campeonato de Oceanía | Campeonato de Oceanía | Campeonato de Oceanía |
| Año                   | Lugar                 | Medalla               | Categoría             |
| --------------------- | --------------------- | --------------------- | --------------------- |
| 2017                  | Nukualofa (Tonga)     | Medalla de bronce     | –63 kg                |